# Wenn Bach Bienen gezüchtet hätte
Wenn Bach Bienen gezüchtet hätte (Si Bach avait été un apiculteur),  est une œuvre pour orchestre écrite par Arvo Pärt, compositeur estonien associé au mouvement de musique minimaliste.

## Historique
Œuvre composée en 1976 pour piano, quintette à vent, orchestre à cordes et percussions.

## Structure
En un seul mouvement d'une durée d'environ six à sept minutes.

## Discographie
- Sur le disque Collage, par l'Orchestre Philharmonia dirigé par Neeme Järvi, chez Chandos Records (1993)[2]